# Кевынгсоим
Кевынгсоим (устар. Кевын-Соим) — река в Шурышкарском районе Ямало-Ненецкого АО. Устье реки находится в 25 км от устья Сояха по правому берегу. Длина реки составляет 12 км.
В 4 км от устья, по левому берегу впадает река Пунынгсоим.

## Данные водного реестра
По данным государственного водного реестра России, относится к Нижнеобскому бассейновому округу, водохозяйственный участок реки — Обь от впадения реки Северная Сосьва до города Салехард, речной подбассейн реки — бассейны притоков Оби ниже впадения Северной Сосьвы. Речной бассейн реки — Нижняя Обь от впадения Иртыша.